# Sarah Asahina
Sarah Asahina (朝比奈 沙羅?, Asahina Sarah; Tokyo, 22 ottobre 1996) è una judoka giapponese.

## Palmarès
- Mondiali

Budapest 2017: oro nella gara a squadre e argento nei +78 kg.
Marrakech 2017: oro nell'open.
Baku 2018: oro nei +78 kg e nella gara a squadre.
Tokyo 2019: bronzo nei +78 kg.
- Universiadi

Gwangju 2015: oro nei +78 kg e nella gara a squadre.
- Mondiali juniores

Fort Lauderdale 2014: oro nei +78 kg.
- Mondiali cadetti

Kiev 2011: oro nei +70 kg.

### Vittorie nel circuito IJF
| Data             | Località     | Paese         | Categoria  |
| ---------------- | ------------ | ------------- | ---------- |
| 28 novembre 2015 | Jeju         | Corea del Sud | Grand Prix |
| 4 dicembre 2016  | Tokyo        | Giappone      | Grand Slam |
| 12 febbraio 2017 | Parigi       | Francia       | Grand Slam |
| 21 maggio 2017   | Ekaterinburg | Russia        | Grand Slam |
| 3 dicembre 2017  | Tokyo        | Giappone      | Grand Slam |
| 25 febbraio 2018 | Düsseldorf   | Germania      | Grand Slam |
| 5 luglio 2019    | Montréal     | Canada        | Grand Prix |